# (7244) Villa-Lobos
(7244) Villa-Lobos (1991 PQ1) – planetoida z grupy pasa głównego asteroid okrążająca Słońce w ciągu 4,88 lat w średniej odległości 2,87 j.a. Odkryta 5 sierpnia 1991 roku.